# Щитцы (Лоевский район)
Щитцы (бел. Шчытцы) — деревня в Колпенском сельсовете Лоевского района Гомельской области Беларуси.
На юге граничит с лесом.

## География

### Расположение
В 9 км на юго-запад от Лоева, 69 км от железнодорожной станции Речица (на линии Гомель — Калинковичи), в 95 км от Гомеля.

### Гидрография
На реке Днепр.

## Транспортная сеть
Транспортные связи по просёлочной, затем автомобильной дороге Брагин — Лоев. Планировка состоит из короткой прямолинейной улицы меридиональной ориентации. Застроена деревянными крестьянскими усадьбами.

## История
Обнаруженное археологами городище раннего железного века (в 2 км на север от деревни, в урочище Городок) свидетельствует о заселении этих мест с давних времён. По письменным источникам известна с XVIII века как селение в Речицком повете Минского воеводства Великого княжества Литовского.
После 2-го раздела Речи Посполитой (1793 год) в составе Российской империи. В 1850 году в Лоевской волости Речицкого уезда Минской губернии. Рядом находился фольварк, владелец которого помещик Кольба владел в этих местах в 1872 году 580 десятинами земли. В 1879 году селение в Лоевском церковном приходе. В 1908 году 10 жителей работали на кирпичном заводе.
В 1931 году жители вступили в колхоз. Во время Великой Отечественной войны оккупанты в 1943 году сожгли 25 дворов и убили 8 жителей. В бою около деревни 16 октября 1943 года отличились старший разведчик ефрейтор С. Я. Сухарев, десантная группа во главе со старшим лейтенантом З. С. Гореликом, рядовым С. У. Кривенко, бел. падп. Р. П. Маналог (всем присвоено звание Героя Советского Союза). Согласно переписи 1959 года. Располагалось подсобное хозяйство Гомельского завода измерительных приборов.

## Население

### Численность
- 1999 год — 19 хозяйств, 28 жителей.

### Динамика
- 1795 год — 8 дворов, 42 жителя.
- 1850 год — 11 дворов, 52 жителя.
- 1908 год — 26 дворов, 181 житель.
- 1940 год — 50 дворов.
- 1959 год — 178 жителей (согласно переписи).
- 1999 год — 19 хозяйств, 28 жителей.